# Observatoire de Nice
Het Observatorium van Nice (Frans: Observatoire de Nice) is een in 1879 geopend Frans astronomisch observatorium in Nice, op de top van de Mont Gros, op een hoogte van 370 meter en in het hart van een bos van vijfendertig hectare. De kosten van de bouw werden volledig gedragen door de bankier en filantroop Raphaël-Louis Bischoffsheim. Architect Charles Garnier ontwierp de oorspronkelijke 15 gebouwen. Hij maakte ook de basis van de grote koepel, de ingenieur Gustave Eiffel maakte de koepel waarin de hoofdtelescoop was ondergebracht. De site maakt administratief deel uit van het Observatorium van de Côte d'Azur (Observatoire de la Côte d'Azur - OCA).
In 1886 werd de refractor Grand Lunette operationeel in het observatorium. De refractor had een grotere opening van 77 cm (30 inch), was enkele meters langer en bevond zich op een grotere hoogte dan de refractor van de Universitätssternwarte Wien te Wenen uit 1883 die daarmee ontroond werd als de grootste ter wereld. In 1888 ging de titel over naar de refractor van het Lick Observatory in Californië.